# Ministerio del Poder Popular para el Comercio Nacional
El Ministerio del Poder Popular de Comercio Nacional es uno de los organismos que conforman el gabinete ejecutivo del gobierno venezolano. Durante los años 2016 y 2017 estuvo fusionado con el Ministerio del Poder Popular para la Industria.
El ministerio es un ente dependiente directamente de las órdenes del presidente de Venezuela. Se encuentra ubicado en la Avenida Lecuna, Caracas, Venezuela.

## Competencias
Son nuestras competencias: las políticas públicas de comercio nacional; el control antimonopolio, de carteles y otras prácticas similares; El control de la producción y oferta nacional en la provisión de bienes, obras y servicios; la inversión extranjera; la propiedad intelectual; el acceso de las personas a bienes y servicios; la calidad, normalización, certificación, acreditación, metrología y reglamentos técnicos para producción de bienes y servicios, y en materia de arrendamiento inmobiliario con fines comerciales.

## Estrategia
Impulsar y garantizar la gestión del enfoque comercial para desarrollar las actividades de negociación de la importación, exportación, distribución, comercialización e inversión productiva con alianzas estratégicas comerciales nacionales e internacionales, en aras de contribuir a satisfacer las necesidades sociales de la nación. Así como ser el órgano reconocido a nivel nacional, valorado por su eficiencia, eficacia y efectividad en el desarrollo comercial de bienes y servicios en el marco de sus competencias y atribuciones.

## Reseña Histórica
Durante los años 2016 y 2017 se dio la fusión entre el Ministerio del Poder Popular para el Comercio Interior y el Ministerio del Poder Popular para Industrias con el fin de formular, regular, ejecutar y hacer seguimiento a políticas que promovieran la creación de las pequeñas y medianas industrias en el país.
En septiembre de 2018, considerando la necesidad de dinamizar las estructuras del Estado para promover así la formulación e integración de los diferentes organismos y de esta manera ayudar a la creación de un nuevo tejido productivo en el país, bajo la ejecución de acciones que favorecieran el desmontaje del metabolismo de la Guerra Económica, se ordena la reorganización del Ministerio del Poder Popular de Industrias y Producción Nacional. En este contexto, según gaceta oficial N°  41.479 del 11 de septiembre de 2018, se crea el Ministerio del Poder Popular de Comercio Nacional.

## Órganos y Entes Adscritos al Ministerio
- Superintendencia Nacional para la Defensa para los Derechos Socioeconómicos (SUNDDE)
- Servicio Autónomo Nacional de Normalización, Calidad, Metrología y Reglamentos Técnicos (SENCAMER)
- Superintendencia Antimonopolio.
- Servicio Autónomo de Propiedad Intelectual (SAPI)
- Comisión Antidumping y sobresubsidios (CASS)
- Empresa pública Almacenadora Caracas, C.A.
- Empresa pública Almacenadora Puerto Cabello, C.A.
- Empresa pública Almacenadora del Centro, C.A.
- Empresa pública Almacenadora Carabobo, C.A.

## Ministros
| Ministros de Comercio de Venezuela |                               |               |                |
| Orden                              | Nombre                        | Período       | Presidente     |
| 1                                  | Freddy Rojas Parra            | 1997 - 1998   | Rafael Caldera |
| 2                                  | Héctor Maldonado Lira         | 1998 - 1999   | Rafael Caldera |
| 3                                  | Gustavo Márquez               | 1999          | Hugo Chávez    |
| 4                                  | J. J. Montilla                | 1999 - 2001   | Hugo Chávez    |
| 5                                  | Luisa Romero                  | 2001          | Hugo Chávez    |
| 6                                  | Adina Bastidas                | 2002          | Hugo Chávez    |
| 7                                  | Ramón Rosales                 | 2002 - 2003   | Hugo Chávez    |
| 8                                  | Wilmar Castro Soteldo         | 2003 - 2005   | Hugo Chávez    |
| 9                                  | Edmée Betancourt              | 2005 - 2006   | Hugo Chávez    |
| 10                                 | María Cristina Iglesias       | 2006 - 2008   | Hugo Chávez    |
| 11                                 | William Contreras             | 2008 - 2009   | Hugo Chávez    |
| 12                                 | Eduardo Samán                 | 2009 - 2010   | Hugo Chávez    |
| 13                                 | Richard Canán                 | 2010 - 2011   | Hugo Chávez    |
| 14                                 | Edmée Betancourt              | 2011 - 2013   | Hugo Chávez    |
| 15                                 | Alejandro Fleming             | 2013 - 2014   | Nicolás Maduro |
| 16                                 | José Khan                     | 2014 - 2014   | Nicolás Maduro |
| 17                                 | Dante Rivas                   | 2014          | Nicolás Maduro |
| 18                                 | Isabel Delgado                | 2014 - 2015   | Nicolás Maduro |
| 19                                 | José David Cabello            | 2015 - 2016   | Nicolás Maduro |
| 20                                 | Miguel Pérez Abad             | 2016 - 2016   | Nicolás Maduro |
| 21                                 | Carlos Faría                  | 2016 - 2017   | Nicolás Maduro |
| 22                                 | William Contreras             | 2018 - 2019   | Nicolás Maduro |
| 23                                 | Luis Antonio tapia Sandoval   | 2019 - 2020   | Nicolás Maduro |
| 24                                 | Eneida Laya Lugo              | 2020 - 2021   | Nicolás Maduro |
| 25                                 | Dheliz Álvarez                | 2021-2022     | Nicolás Maduro |
| 26                                 | Antonio Morales               | 2023-2023     | Nicolás Maduro |
| 27                                 | Dheliz Álvarez                | 2023-2024     | Nicolás Maduro |
| 28                                 | Luis Antonio Villegas Ramírez | 2024-2025     | Nicolás Maduro |
| 29                                 | Luis Antonio Villegas Ramírez | 2025-presente | Nicolás Maduro |